# Vòng loại Giải vô địch bóng đá thế giới 2010
Tại vòng loại giải vô địch bóng đá thế giới 2010, các đội tuyển bóng đá quốc gia và vùng lãnh thổ thuộc 6 liên đoàn châu lục đã tham dự vòng loại để chọn ra 31 đội vào vòng chung kết tới thi đấu tại Nam Phi với đội chủ nhà.

## Phân bổ suất dự vòng chung kết
- Châu Âu (UEFA): 53 đội tranh 13 suất
- Châu Phi (CAF): 53 đội tranh 5 suất (không kể chủ nhà Nam Phi)
- Châu Á (AFC): 43 đội tranh 4,5 suất (đấu vé vớt với OFC)
- Châu Đại Dương (OFC): 10 đội tranh 0,5 suất (đấu vé vớt với AFC)
- Bắc, Trung Mỹ và Caribe (CONCACAF): 35 đội tranh 3,5 suất (đấu vé vớt với CONMEBOL)
- Nam Mỹ (CONMEBOL): 10 đội tranh 4,5 suất (đấu vé vớt với CONCACAF)

Tính đến ngày đăng ký cuối cùng (15 tháng 3 năm 2007), 203 trên 207 quốc gia và vùng lãnh thổ thành viên (cả chủ nhà Nam Phi) của FIFA đã đăng ký tham dự vòng loại. Bốn quốc gia không tham dự đều thuộc châu Á gồm Bhutan, Brunei, Lào và Philippines. Montenegro, dù mới gia nhập FIFA từ 31 tháng 5 vẫn được chấp nhận tham gia vòng loại, nâng tổng số lên 204 đội.
Trận đấu đầu tiên diễn ra vào ngày 25 tháng 8 năm 2007 và trận đấu cuối cùng vào ngày 18 tháng 11 năm 2009. Kết thúc vòng loại, có tổng cộng 2337 bàn thắng được ghi sau 848 trận đấu.

## Các đội giành quyền vào vòng chung kết
| Liên đoàn | Số đội tham gia | Số đội tham dự vòng chung kết | Ngày kết thúc vòng loại |
| --------- | --------------- | ----------------------------- | ----------------------- |
| UEFA      | 53              | 13                            | 18 tháng 11 năm 2009    |
| CAF       | 52 + 1 chủ nhà  | 5 + 1 chủ nhà                 | 18 tháng 11 năm 2009    |
| CONMEBOL  | 10              | 5                             | 18 tháng 11 năm 2009    |
| AFC       | 43              | 4                             | 14 tháng 11 năm 2009    |
| CONCACAF  | 35              | 3                             | 18 tháng 11 năm 2009    |
| OFC       | 10              | 1                             | 14 tháng 11 năm 2009    |
| Tổng cộng | 203 + 1 chủ nhà | 31 + 1 chủ nhà                | 18 tháng 11 năm 2009    |

Dưới đây là danh sách 32 đội vào vòng chung kết được xếp theo thời gian.
| Đội tuyển         | Tư cách qua vòng loại                                                          | Ngày vượt qua vòng loại | Số lần tham dự vòng chung kết | Số vòng chung kết liên tiếp | Lần gần đây nhất | Thành tích tốt nhất                    | Thứ hạng FIFA hiện tại 1 |
| ----------------- | ------------------------------------------------------------------------------ | ----------------------- | ----------------------------- | --------------------------- | ---------------- | -------------------------------------- | ------------------------ |
| Nam Phi           | Chủ nhà                                                                        | 15 tháng 4 năm 2004     | 3                             | 0                           | 2002             | Vòng bảng (1998, 2002)                 | 86                       |
| Úc                | Nhất bảng A vòng 4 châu Á                                                      | 6 tháng 6 năm 2009      | 3                             | 2                           | 2008             | Vòng 16 (2006)                         | 21                       |
| Nhật Bản          | Nhì bảng A vòng 4 châu Á                                                       | 6 tháng 6 năm 2009      | 4                             | 4                           | 2006             | Vòng 16 (2002)                         | 43                       |
| Hàn Quốc          | Nhất bảng B vòng 4 châu Á                                                      | 6 tháng 6 năm 2009      | 8                             | 7                           | 2006             | Hạng tư (2002)                         | 52                       |
| Hà Lan            | Nhất bảng 9 châu Âu                                                            | 6 tháng 6 năm 2009      | 9                             | 2                           | 2006             | Á quân (1974, 1978)                    | 3                        |
| CHDCND Triều Tiên | Nhì bảng B vòng 4 châu Á                                                       | 17 tháng 6 năm 2009     | 2                             | 0                           | 1966             | Tứ kết (1966)                          | 84                       |
| Brasil            | 4 hạng đầu Nam Mỹ                                                              | 5 tháng 9 năm 2009      | 19                            | 19                          | 2006             | Vô địch (1958, 1962, 1970, 1994, 2002) | 2                        |
| Ghana             | Nhất bảng D vòng 3 châu Phi                                                    | 6 tháng 9 năm 2009      | 2                             | 2                           | 2006             | Vòng 16 (2006)                         | 37                       |
| Tây Ban Nha       | Nhất bảng 5 châu Âu                                                            | 9 tháng 9 năm 2009      | 13                            | 9                           | 2006             | Hạng tư (1950)                         | 1                        |
| Anh               | Nhất bảng 6 châu Âu                                                            | 9 tháng 9 năm 2009      | 13                            | 4                           | 2006             | Vô địch (1966)                         | 9                        |
| Paraguay          | 4 hạng đầu Nam Mỹ                                                              | 9 tháng 9 năm 2009      | 8                             | 4                           | 2006             | Vòng 16 (1986, 1998, 2002)             | 30                       |
| Bờ Biển Ngà       | Nhất bảng E châu Phi                                                           | 10 tháng 10 năm 2009    | 2                             | 2                           | 2006             | Vòng bảng (2006)                       | 16                       |
| Đan Mạch          | Nhất bảng 1 châu Âu                                                            | 10 tháng 10 năm 2009    | 4                             | 1                           | 2002             | Tứ kết (1998)                          | 26                       |
| Đức               | Nhất bảng 4 châu Âu                                                            | 10 tháng 10 năm 2009    | 17                            | 15                          | 2006             | Vô địch (1954, 1974, 1990)             | 6                        |
| Serbia            | Nhất bảng 7 châu Âu                                                            | 10 tháng 10 năm 2009    | 11 3                          | 2                           | 2006             | Hạng tư (1930, 1962)                   | 20                       |
| Ý                 | Nhất bảng 8 châu Âu                                                            | 10 tháng 10 năm 2009    | 17                            | 13                          | 2006             | Vô địch (1934, 1938, 1982, 2006)       | 4                        |
| Chile             | 4 hạng đầu Nam Mỹ                                                              | 10 tháng 10 năm 2009    | 8                             | 1                           | 1998             | Hạng ba (1962)                         | 17                       |
| Hoa Kỳ            | 3 hạng đầu Bắc, Trung Mỹ và Caribe                                             | 10 tháng 10 năm 2009    | 9                             | 6                           | 2006             | Hạng ba (1930) 4                       | 14                       |
| México            | 3 hạng đầu Bắc, Trung Mỹ và Caribe                                             | 10 tháng 10 năm 2009    | 14                            | 5                           | 2006             | Tứ kết (1970, 1986)                    | 15                       |
| Thụy Sĩ           | Nhất bảng 2 châu Âu                                                            | 14 tháng 10 năm 2009    | 9                             | 2                           | 2006             | Tứ kết (1934, 1938, 1954)              | 18                       |
| Slovakia          | Nhất bảng 3 châu Âu                                                            | 14 tháng 10 năm 2009    | 9 2                           | 1                           | 1990             | Hạng nhì (1934, 1962)                  | 34                       |
| Argentina         | 4 hạng đầu Nam Mỹ                                                              | 14 tháng 10 năm 2009    | 15                            | 10                          | 2006             | Vô địch (1978, 1986)                   | 8                        |
| Honduras          | 3 hạng đầu Bắc, Trung Mỹ và Caribe                                             | 14 tháng 10 năm 2009    | 2                             | 1                           | 1982             | Vòng bảng (1982)                       | 38                       |
| New Zealand       | Thắng trận tranh vé giữa đội vô địch châu Đại Dương và đội thứ 5 châu Á        | 14 tháng 11 năm 2009    | 2                             | 1                           | 1982             | Vòng bảng (1982)                       | 77                       |
| Cameroon          | Nhất bảng A vòng 3 châu Phi                                                    | 14 tháng 11 năm 2009    | 6                             | 1                           | 2002             | Tứ kết (1990)                          | 11                       |
| Nigeria           | Nhất bảng B vòng 3 châu Phi                                                    | 14 tháng 11 năm 2009    | 4                             | 1                           | 2002             | Vòng 16 (1994, 1998)                   | 22                       |
| Algérie           | Nhất bảng C vòng 3 châu Phi                                                    | 18 tháng 11 năm 2009    | 3                             | 1                           | 1986             | Vòng bảng (1982, 1986)                 | 28                       |
| Hy Lạp            | Thắng trận playoff châu Âu                                                     | 18 tháng 11 năm 2009    | 2                             | 1                           | 1994             | Vòng bảng (1994)                       | 12                       |
| Slovenia          | Thắng trận playoff châu Âu                                                     | 18 tháng 11 năm 2009    | 2                             | 1                           | 2002             | Vòng bảng (2002)                       | 33                       |
| Bồ Đào Nha        | Thắng trận playoff châu Âu                                                     | 18 tháng 11 năm 2009    | 5                             | 3                           | 2006             | Hạng ba (1966)                         | 5                        |
| Pháp              | Thắng trận playoff châu Âu                                                     | 18 tháng 11 năm 2009    | 13                            | 4                           | 2006             | Vô địch (1998)                         | 7                        |
| Uruguay           | Thắng trận tranh vé giữa đội thứ 5 Nam Mỹ và đội thứ 4 Bắc, Trung Mỹ và Caribe | 18 tháng 11 năm 2009    | 11                            | 1                           | 2002             | Vô địch (1930, 1950)                   | 19                       |

Chú giải 1:  Bảng xếp hạng FIFA tháng 11 năm 2009.
Chú giải 2:  Kế thừa thành tích của Tiệp Khắc, đây là lần tham dự thứ 9 của đội, và lần gần đây nhất là năm 1990.
Chú giải 3:  Kế thừa thành tích của các đội tuyển trước đó như Nam Tư, Serbia và Montenegro
Chú giải 4:  Giải vô địch thế giới đầu tiên năm 1930 không có trận tranh giải ba. Hoa Kỳ và Nam Tư bị loại ở bán kết. Tuy nhiên về sau dựa trên thành tích 2 đội ở giải đấu mà FIFA xếp không chính thức hai đội lần lượt thứ ba và tư.

## Các khu vực

### Châu Á
(43 đội tranh 4,5 suất - đấu vé vớt với OFC)
Hai vòng sơ loại (diễn ra vào tháng 10 và tháng 11 năm 2007) cho phép chọn từ 43 đội xuống 20 đội vào thi đấu vòng bảng.
Tại vòng bảng, 20 đội bóng được chia thành 5 bảng mỗi bảng 4 đội, thi đấu từ tháng 2 cho đến tháng 6 năm 2008. Hai đội đứng đầu mỗi bảng lọt vào vòng sau. Tại vòng loại cuối cùng, 10 đội mạnh nhất được chia thành 2 bảng đấu mỗi bảng 5 đội (thi đấu từ tháng 9 năm 2008 đến tháng 6 năm 2009) giành vé trực tiếp tham dự vòng chung kết. Còn hai đội hạng ba sẽ gặp nhau đấu play-off chọn đội đứng thứ 5 châu Á thi đấu với đội vô địch châu Đại dương.
| Ghi chú                               |
| ------------------------------------- |
| Các đội giành quyền dự World Cup 2010 |
| Các đội giành quyền đấu trận play-off |

#### Kết quả xếp hạng vòng 4
| \| Đội tuyển- x - t - s \| St \| Điểm \| \| -------------------- \| -- \| ---- \| \| Úc \| 8 \| 20 \| \| Nhật Bản \| 8 \| 15 \| \| Bahrain \| 8 \| 10 \| \| Qatar \| 8 \| 6 \| \| Uzbekistan \| 8 \| 4 \| |    |      |
| Đội tuyển | St | Điểm |
| Úc | 8  | 20   |
| Nhật Bản | 8  | 15   |
| Bahrain | 8  | 10   |
| Qatar | 8  | 6    |
| Uzbekistan | 8  | 4    |

| Đội tuyển  | St | Điểm |
| ---------- | -- | ---- |
| Úc         | 8  | 20   |
| Nhật Bản   | 8  | 15   |
| Bahrain    | 8  | 10   |
| Qatar      | 8  | 6    |
| Uzbekistan | 8  | 4    |

| \| Đội tuyển- x - t - s \| St \| Điểm \| \| -------------------- \| -- \| ---- \| \| Hàn Quốc \| 8 \| 16 \| \| CHDCND Triều Tiên \| 8 \| 12 \| \| Ả Rập Xê Út \| 8 \| 12 \| \| Iran \| 8 \| 11 \| \| UAE \| 8 \| 1 \| |    |      |
| Đội tuyển | St | Điểm |
| Hàn Quốc | 8  | 16   |
| CHDCND Triều Tiên | 8  | 12   |
| Ả Rập Xê Út | 8  | 12   |
| Iran | 8  | 11   |
| UAE | 8  | 1    |

| Đội tuyển         | St | Điểm |
| ----------------- | -- | ---- |
| Hàn Quốc          | 8  | 16   |
| CHDCND Triều Tiên | 8  | 12   |
| Ả Rập Xê Út       | 8  | 12   |
| Iran              | 8  | 11   |
| UAE               | 8  | 1    |

#### Trận Play-off tranh hạng 5 (vòng 5)
| Đội 1   | TTS     | Đội 2       | Lượt đi | Lượt về |
| ------- | ------- | ----------- | ------- | ------- |
| Bahrain | (a) 2–2 | Ả Rập Xê Út | 0–0     | 2–2     |

Bahrain thắng với tổng tỉ số là 2-2 vì luật ghi được nhiều bàn thắng hơn trên sân khách và vào gặp nhà vô địch châu Đại dương là New Zealand, trong trận tranh vé vớt đi dự vòng chung kết.

### Châu Âu
(53 đội bóng giành 13 suất)
Vòng loại ở châu Âu bắt đầu từ tháng 8 năm 2008, sau khi Euro 2008 kết thúc. 53 đội bóng tham dự chia thành 8 bảng đấu 6 đội và 1 bảng đấu 5 đội. 9 đội bóng dẫn đầu 9 bảng vào thẳng vòng chung kết. 8 đội nhì thành tích tốt nhất chia 4 cặp thi đấu loại trực tiếp sân nhà - sân khách để giành 4 suất còn lại. Thành tích tốt nhất không tính trên kết quả thi đấu với đội thứ 6, do có 1 bảng đấu 5 đội.
Các bảng đấu kết thúc vào 14 tháng 10 năm 2009. Lễ bốc thăm đá play-off diễn ra tại Zürich ngày 19 tháng 10, hai lượt đấu play-off diễn ra vào 14 và 18 tháng 11.
| Ghi chú                      |
| ---------------------------- |
| Đội vào thẳng vòng chung kết |
| Đội đấu trận play-off        |

#### Kết quả xếp hạng vòng bảng
| VT | Đội        | ST | T | H | B | BT | BB | HS  | Đ  | Giành quyền tham dự                     |     | Đan Mạch | Bồ Đào Nha | Thụy Điển | Hungary | Albania | Malta |
| -- | ---------- | -- | - | - | - | -- | -- | --- | -- | --------------------------------------- | --- | -------- | ---------- | --------- | ------- | ------- | ----- |
| 1  | Đan Mạch   | 10 | 6 | 3 | 1 | 16 | 5  | +11 | 21 | Giành quyền tham dự FIFA World Cup 2010 |     | —        | 1–1        | 1–0       | 0–1     | 3–0     | 3–0   |
| 2  | Bồ Đào Nha | 10 | 5 | 4 | 1 | 17 | 5  | +12 | 19 | Tiến vào vòng 2                         |     | 2–3      | —          | 0–0       | 3–0     | 0–0     | 4–0   |
| 3  | Thụy Điển  | 10 | 5 | 3 | 2 | 13 | 5  | +8  | 18 |                                         |     | 0–1      | 0–0        | —         | 2–1     | 4–1     | 4–0   |
| 4  | Hungary    | 10 | 5 | 1 | 4 | 10 | 8  | +2  | 16 |                                         | 0–0 | 0–1      | 1–2        | —         | 2–0     | 3–0     |       |
| 5  | Albania    | 10 | 1 | 4 | 5 | 6  | 13 | −7  | 7  |                                         | 1–1 | 1–2      | 0–0        | 0–1       | —       | 3–0     |       |
| 6  | Malta      | 10 | 0 | 1 | 9 | 0  | 26 | −26 | 1  |                                         | 0–3 | 0–4      | 0–1        | 0–1       | 0–0     | —       |       |

| VT | Đội        | ST | T | H | B | BT | BB | HS  | Đ  | Giành quyền tham dự                     |     | Thụy Sĩ | Hy Lạp | Latvia | Israel | Luxembourg | Moldova |
| -- | ---------- | -- | - | - | - | -- | -- | --- | -- | --------------------------------------- | --- | ------- | ------ | ------ | ------ | ---------- | ------- |
| 1  | Thụy Sĩ    | 10 | 6 | 3 | 1 | 18 | 8  | +10 | 21 | Giành quyền tham dự FIFA World Cup 2010 |     | —       | 2–0    | 2–1    | 0–0    | 1–2        | 2–0     |
| 2  | Hy Lạp     | 10 | 6 | 2 | 2 | 20 | 10 | +10 | 20 | Tiến vào vòng 2                         |     | 1–2     | —      | 5–2    | 2–1    | 2–1        | 3–0     |
| 3  | Latvia     | 10 | 5 | 2 | 3 | 18 | 15 | +3  | 17 |                                         |     | 2–2     | 0–2    | —      | 1–1    | 2–0        | 3–2     |
| 4  | Israel     | 10 | 4 | 4 | 2 | 20 | 10 | +10 | 16 |                                         | 2–2 | 1–1     | 0–1    | —      | 7–0    | 3–1        |         |
| 5  | Luxembourg | 10 | 1 | 2 | 7 | 4  | 25 | −21 | 5  |                                         | 0–3 | 0–3     | 0–4    | 1–3    | —      | 0–0        |         |
| 6  | Moldova    | 10 | 0 | 3 | 7 | 6  | 18 | −12 | 3  |                                         | 0–2 | 1–1     | 1–2    | 1–2    | 0–0    | —          |         |

| VT | Đội          | ST | T | H | B  | BT | BB | HS  | Đ  | Giành quyền tham dự                     |     | Slovakia | Slovenia | Cộng hòa Séc | Bắc Ireland | Ba Lan | San Marino |
| -- | ------------ | -- | - | - | -- | -- | -- | --- | -- | --------------------------------------- | --- | -------- | -------- | ------------ | ----------- | ------ | ---------- |
| 1  | Slovakia     | 10 | 7 | 1 | 2  | 22 | 10 | +12 | 22 | Giành quyền tham dự FIFA World Cup 2010 |     | —        | 0–2      | 2–2          | 2–1         | 2–1    | 7–0        |
| 2  | Slovenia     | 10 | 6 | 2 | 2  | 18 | 4  | +14 | 20 | Tiến vào vòng 2                         |     | 2–1      | —        | 0–0          | 2–0         | 3–0    | 5–0        |
| 3  | Cộng hòa Séc | 10 | 4 | 4 | 2  | 17 | 6  | +11 | 16 |                                         |     | 1–2      | 1–0      | —            | 0–0         | 2–0    | 7–0        |
| 4  | Bắc Ireland  | 10 | 4 | 3 | 3  | 13 | 9  | +4  | 15 |                                         | 0–2 | 1–0      | 0–0      | —            | 3–2         | 4–0    |            |
| 5  | Ba Lan       | 10 | 3 | 2 | 5  | 19 | 14 | +5  | 11 |                                         | 0–1 | 1–1      | 2–1      | 1–1          | —           | 10–0   |            |
| 6  | San Marino   | 10 | 0 | 0 | 10 | 1  | 47 | −46 | 0  |                                         | 1–3 | 0–3      | 0–3      | 0–3          | 0–2         | —      |            |

| VT | Đội           | ST | T | H | B | BT | BB | HS  | Đ  | Giành quyền tham dự                     |     | Đức | Nga | Phần Lan | Wales | Azerbaijan | Liechtenstein |
| -- | ------------- | -- | - | - | - | -- | -- | --- | -- | --------------------------------------- | --- | --- | --- | -------- | ----- | ---------- | ------------- |
| 1  | Đức           | 10 | 8 | 2 | 0 | 26 | 5  | +21 | 26 | Giành quyền tham dự FIFA World Cup 2010 |     | —   | 2–1 | 1–1      | 1–0   | 4–0        | 4–0           |
| 2  | Nga           | 10 | 7 | 1 | 2 | 19 | 6  | +13 | 22 | Tiến vào vòng 2                         |     | 0–1 | —   | 3–0      | 2–1   | 2–0        | 3–0           |
| 3  | Phần Lan      | 10 | 5 | 3 | 2 | 14 | 14 | 0   | 18 |                                         |     | 3–3 | 0–3 | —        | 2–1   | 1–0        | 2–1           |
| 4  | Wales         | 10 | 4 | 0 | 6 | 9  | 12 | −3  | 12 |                                         | 0–2 | 1–3 | 0–2 | —        | 1–0   | 2–0        |               |
| 5  | Azerbaijan    | 10 | 1 | 2 | 7 | 4  | 14 | −10 | 5  |                                         | 0–2 | 1–1 | 1–2 | 0–1      | —     | 0–0        |               |
| 6  | Liechtenstein | 10 | 0 | 2 | 8 | 2  | 23 | −21 | 2  |                                         | 0–6 | 0–1 | 1–1 | 0–2      | 0–2   | —          |               |

| VT | Đội                  | ST | T  | H | B | BT | BB | HS  | Đ  | Giành quyền tham dự                     |     | Tây Ban Nha | Bosna và Hercegovina | Thổ Nhĩ Kỳ | Bỉ  | Estonia | Armenia |
| -- | -------------------- | -- | -- | - | - | -- | -- | --- | -- | --------------------------------------- | --- | ----------- | -------------------- | ---------- | --- | ------- | ------- |
| 1  | Tây Ban Nha          | 10 | 10 | 0 | 0 | 28 | 5  | +23 | 30 | Giành quyền tham dự FIFA World Cup 2010 |     | —           | 1–0                  | 1–0        | 5–0 | 3–0     | 4–0     |
| 2  | Bosna và Hercegovina | 10 | 6  | 1 | 3 | 25 | 13 | +12 | 19 | Tiến vào vòng 2                         |     | 2–5         | —                    | 1–1        | 2–1 | 7–0     | 4–1     |
| 3  | Thổ Nhĩ Kỳ           | 10 | 4  | 3 | 3 | 13 | 10 | +3  | 15 |                                         |     | 1–2         | 2–1                  | —          | 1–1 | 4–2     | 2–0     |
| 4  | Bỉ                   | 10 | 3  | 1 | 6 | 13 | 20 | −7  | 10 |                                         | 1–2 | 2–4         | 2–0                  | —          | 3–2 | 2–0     |         |
| 5  | Estonia              | 10 | 2  | 2 | 6 | 9  | 24 | −15 | 8  |                                         | 0–3 | 0–2         | 0–0                  | 2–0        | —   | 1–0     |         |
| 6  | Armenia              | 10 | 1  | 1 | 8 | 6  | 22 | −16 | 4  |                                         | 1–2 | 0–2         | 0–2                  | 2–1        | 2–2 | —       |         |

| VT | Đội        | ST | T | H | B  | BT | BB | HS  | Đ  | Giành quyền tham dự                     |     | Anh | Ukraina | Croatia | Belarus | Kazakhstan | Andorra |
| -- | ---------- | -- | - | - | -- | -- | -- | --- | -- | --------------------------------------- | --- | --- | ------- | ------- | ------- | ---------- | ------- |
| 1  | Anh        | 10 | 9 | 0 | 1  | 34 | 6  | +28 | 27 | Giành quyền tham dự FIFA World Cup 2010 |     | —   | 2–1     | 5–1     | 3–0     | 5–1        | 6–0     |
| 2  | Ukraina    | 10 | 6 | 3 | 1  | 21 | 6  | +15 | 21 | Tiến vào vòng 2                         |     | 1–0 | —       | 0–0     | 1–0     | 2–1        | 5–0     |
| 3  | Croatia    | 10 | 6 | 2 | 2  | 19 | 13 | +6  | 20 |                                         |     | 1–4 | 2–2     | —       | 1–0     | 3–0        | 4–0     |
| 4  | Belarus    | 10 | 4 | 1 | 5  | 19 | 14 | +5  | 13 |                                         | 1–3 | 0–0 | 1–3     | —       | 4–0     | 5–1        |         |
| 5  | Kazakhstan | 10 | 2 | 0 | 8  | 11 | 29 | −18 | 6  |                                         | 0–4 | 1–3 | 1–2     | 1–5     | —       | 3–0        |         |
| 6  | Andorra    | 10 | 0 | 0 | 10 | 3  | 39 | −36 | 0  |                                         | 0–2 | 0–6 | 0–2     | 1–3     | 1–3     | —          |         |

| VT | Đội            | ST | T | H | B | BT | BB | HS  | Đ  | Giành quyền tham dự                     |     | Serbia | Pháp | Áo  | Litva | România | Quần đảo Faroe |
| -- | -------------- | -- | - | - | - | -- | -- | --- | -- | --------------------------------------- | --- | ------ | ---- | --- | ----- | ------- | -------------- |
| 1  | Serbia         | 10 | 7 | 1 | 2 | 22 | 8  | +14 | 22 | Giành quyền tham dự FIFA World Cup 2010 |     | —      | 1–1  | 1–0 | 3–0   | 5–0     | 2–0            |
| 2  | Pháp           | 10 | 6 | 3 | 1 | 18 | 9  | +9  | 21 | Tiến vào vòng 2                         |     | 2–1    | —    | 3–1 | 1–0   | 1–1     | 5–0            |
| 3  | Áo             | 10 | 4 | 2 | 4 | 14 | 15 | −1  | 14 |                                         |     | 1–3    | 3–1  | —   | 2–1   | 2–1     | 3–1            |
| 4  | Litva          | 10 | 4 | 0 | 6 | 10 | 11 | −1  | 12 |                                         | 2–1 | 0–1    | 2–0  | —   | 0–1   | 1–0     |                |
| 5  | România        | 10 | 3 | 3 | 4 | 12 | 18 | −6  | 12 |                                         | 2–3 | 2–2    | 1–1  | 0–3 | —     | 3–1     |                |
| 6  | Quần đảo Faroe | 10 | 1 | 1 | 8 | 5  | 20 | −15 | 4  |                                         | 0–2 | 0–1    | 1–1  | 2–1 | 0–1   | —       |                |

| VT | Đội              | ST | T | H | B | BT | BB | HS  | Đ  | Giành quyền tham dự                     |     | Ý   | Cộng hòa Ireland | Bulgaria | Cộng hòa Síp | Montenegro | Gruzia |
| -- | ---------------- | -- | - | - | - | -- | -- | --- | -- | --------------------------------------- | --- | --- | ---------------- | -------- | ------------ | ---------- | ------ |
| 1  | Ý                | 10 | 7 | 3 | 0 | 18 | 7  | +11 | 24 | Giành quyền tham dự FIFA World Cup 2010 |     | —   | 1–1              | 2–0      | 3–2          | 2–1        | 2–0    |
| 2  | Cộng hòa Ireland | 10 | 4 | 6 | 0 | 12 | 8  | +4  | 18 | Tiến vào vòng 2                         |     | 2–2 | —                | 1–1      | 1–0          | 0–0        | 2–1    |
| 3  | Bulgaria         | 10 | 3 | 5 | 2 | 17 | 13 | +4  | 14 |                                         |     | 0–0 | 1–1              | —        | 2–0          | 4–1        | 6–2    |
| 4  | Síp              | 10 | 2 | 3 | 5 | 14 | 16 | −2  | 9  |                                         | 1–2 | 1–2 | 4–1              | —        | 2–2          | 2–1        |        |
| 5  | Montenegro       | 10 | 1 | 6 | 3 | 9  | 14 | −5  | 9  |                                         | 0–2 | 0–0 | 2–2              | 1–1      | —            | 2–1        |        |
| 6  | Gruzia           | 10 | 0 | 3 | 7 | 7  | 19 | −12 | 3  |                                         | 0–2 | 1–2 | 0–0              | 1–1      | 0–0          | —          |        |

| VT | Đội       | ST | T | H | B | BT | BB | HS  | Đ  | Giành quyền tham dự                     |     | Hà Lan | Na Uy | Scotland | Bắc Macedonia | Iceland |
| -- | --------- | -- | - | - | - | -- | -- | --- | -- | --------------------------------------- | --- | ------ | ----- | -------- | ------------- | ------- |
| 1  | Hà Lan    | 8  | 8 | 0 | 0 | 17 | 2  | +15 | 24 | Giành quyền tham dự FIFA World Cup 2010 |     | —      | 2–0   | 3–0      | 4–0           | 2–0     |
| 2  | Na Uy     | 8  | 2 | 4 | 2 | 9  | 7  | +2  | 10 |                                         |     | 0–1    | —     | 4–0      | 2–1           | 2–2     |
| 3  | Scotland  | 8  | 3 | 1 | 4 | 6  | 11 | −5  | 10 |                                         | 0–1 | 0–0    | —     | 2–0      | 2–1           |         |
| 4  | Macedonia | 8  | 2 | 1 | 5 | 5  | 11 | −6  | 7  |                                         | 1–2 | 0–0    | 1–0   | —        | 2–0           |         |
| 5  | Iceland   | 8  | 1 | 2 | 5 | 7  | 13 | −6  | 5  |                                         | 1–2 | 1–1    | 1–2   | 1–0      | —             |         |

#### Vòng play-off
Vòng play-off diễn ra giữa 8 đội nhì thành tích tốt nhất chia 4 cặp thi đấu loại trực tiếp sân nhà - sân khách để giành 4 suất còn lại. Thành tích tốt nhất không tính trên kết quả thi đấu với đội thứ 6, do có 1 bảng đấu 5 đội.
| Ghi chú                               |
| ------------------------------------- |
| Các đội giành quyền đấu trận play-off |

| Bảng | Đội tuyển            | St | T | H | B | Bt | Bb | Hs | Điểm |
| ---- | -------------------- | -- | - | - | - | -- | -- | -- | ---- |
| 4    | Nga                  | 8  | 5 | 1 | 2 | 15 | 6  | +9 | 16   |
| 2    | Hy Lạp               | 8  | 5 | 1 | 2 | 16 | 9  | +7 | 16   |
| 6    | Ukraina              | 8  | 4 | 3 | 1 | 10 | 6  | +4 | 15   |
| 7    | Pháp                 | 8  | 4 | 3 | 1 | 12 | 9  | +3 | 15   |
| 3    | Slovenia             | 8  | 4 | 2 | 2 | 10 | 4  | +6 | 14   |
| 5    | Bosna và Hercegovina | 8  | 4 | 1 | 3 | 19 | 12 | +7 | 13   |
| 1    | Bồ Đào Nha           | 8  | 3 | 4 | 1 | 9  | 5  | +4 | 13   |
| 8    | Cộng hòa Ireland     | 8  | 2 | 6 | 0 | 8  | 6  | +2 | 12   |
| 9    | Na Uy                | 8  | 2 | 4 | 2 | 9  | 7  | +2 | 10   |

Lễ bốc thăm chia cặp diễn ra tại Zürich vào ngày 19 tháng 10, các trận đấu diễn ra vào các ngày 14 và 18 tháng 11 năm 2009. 8 đội được xếp hạng theo Bảng xếp hạng của FIFA được công bố vào ngày 16 tháng 10. 4 đội có vị trí cao nhất được xếp vào nhóm hạt giống, 4 đội kia được xếp vào nhóm còn lại.
| Đội 1            | TTS     | Đội 2                | Lượt đi | Lượt về   |
| ---------------- | ------- | -------------------- | ------- | --------- |
| Cộng hòa Ireland | 1–2     | Pháp                 | 0–1     | 1–1 (aet) |
| Bồ Đào Nha       | 2–0     | Bosna và Hercegovina | 1–0     | 1–0       |
| Hy Lạp           | 1–0     | Ukraina              | 0–0     | 1–0       |
| Nga              | 2–2 (a) | Slovenia             | 2–1     | 0–1       |

### Châu Đại Dương
(10 đội tranh 0,5 suất - đấu vé vớt với AFC, Tuvalu cũng tham gia thi đấu nhưng không với tư cách đội tham dự vòng loại World Cup)
Vòng loại của khu vực châu Đại Dương bắt đầu khởi tranh vào tháng 8 năm 2007 tại Đại hội Thể thao Thái Bình Dương 2007. Ba đội dành huy chương (New Caledonia, Fiji, và Vanuatu) cùng New Zealand thi đấu tại vòng hai, đồng thời cũng là OFC Nations Cup 2008. Vòng hai thi đấu theo thể thức vòng bảng hai lượt đi và về, sân nhà-sân khách. Đội dẫn đầu sẽ vào đấu play-off với đội hạng 5 của AFC để tranh một vé đi Nam Phi.

#### Xếp hạng chung cuộc (vòng hai)
| \| Đội tuyển \| St \| Điểm \| \| ------------------ \| -- \| ---- \| \| New Zealand \| 6 \| 15 \| \| Nouvelle-Calédonie \| 6 \| 8 \| \| Fiji \| 6 \| 7 \| \| Vanuatu \| 6 \| 4 \| |    |      |
| Đội tuyển | St | Điểm |
| New Zealand | 6  | 15   |
| Nouvelle-Calédonie | 6  | 8    |
| Fiji | 6  | 7    |
| Vanuatu | 6  | 4    |

New Zealand vào gặp đội hạng 5 của châu Á là Bahrain, trong trận play-off AFC-OFC để tranh vé đi dự vòng chung kết.

### Bắc, Trung Mỹ và Caribe
(35 đội tranh 3,5 suất - đấu vé vớt với CONMEBOL)
Thể thức thi đấu tại vòng loại khu vực CONCACAF giống hệt như tại Vòng loại giải vô địch bóng đá thế giới 2006, trừ việc Puerto Rico tham dự tại giải lần này (ở giải năm 2006, đây là đội CONCACAF duy nhất không tham dự vòng loại), nên có 11 trận đấu ở vòng sơ loại đầu tiên thay vì 10 đội, và 13 đội được miễn vòng sơ loại đầu tiên thay vì 14 đội. Hai vòng sơ loại đầu tiên, thi đấu vào nửa đầu năm 2008, rút từ 35 đội xuống còn 24 đội rồi 12 đội. Các đội còn lại được chia vào 3 bảng bốn đội, chọn hai đội đẩu bảng vào vòng đấu loại cuối cùng. 6 đội mạnh nhất đấu vòng tròn hai lượt đi và về, sân nhà-sân khách, lấy ba đội đứng đầu giành vé vào thắng vòng chung kết. Đội hạng tư đấu trận play-off với đội hạng năm của khu vực CONMEBOL để giành vé tới Nam Phi.

#### Xếp hạng chung cuộc (vòng bốn)
| \| Đội tuyển- x - t - s \| St \| Điểm \| \| -------------------- \| -- \| ---- \| \| Hoa Kỳ \| 10 \| 20 \| \| México \| 10 \| 19 \| \| Honduras \| 10 \| 16 \| \| Costa Rica \| 10 \| 16 \| \| El Salvador \| 10 \| 8 \| \| Trinidad và Tobago \| 10 \| 6 \| |    |      |
| Đội tuyển | St | Điểm |
| Hoa Kỳ | 10 | 20   |
| México | 10 | 19   |
| Honduras | 10 | 16   |
| Costa Rica | 10 | 16   |
| El Salvador | 10 | 8    |
| Trinidad và Tobago | 10 | 6    |

### Nam Mỹ
(10 đội tranh 4,5 suất - đấu vé vớt với CONCACAF)
10 đội bóng thành viên của Liên đoàn bóng đá Nam Mỹ (CONMEBOL) sẽ thi đấu vòng tròn 2 lượt nhằm tranh 4,5 suất tham dự vòng chung kết giải vô địch bóng đá thế giới 2010. 4 đội dẫn đầu sẽ giành vé vào thẳng vòng chung kết. Đội xếp thứ 5 vòng loại sẽ đấu 2 trận với đội xếp thứ 4 khu vực Bắc, Trung Mỹ và Caribe (CONCACAF). Vòng loại diễn ra từ tháng 9 năm 2007 đến tháng 9 năm 2009.

#### Xếp hạng chung cuộc
| VT | Đội       | ST | T  | H | B  | BT | BB | HS  | Đ  | Giành quyền tham dự   |     |     |     |     |     |     |     |     |     |     |     |
| -- | --------- | -- | -- | - | -- | -- | -- | --- | -- | --------------------- | --- | --- | --- | --- | --- | --- | --- | --- | --- | --- | --- |
| 1  | Brasil    | 18 | 9  | 7 | 2  | 33 | 11 | +22 | 34 | FIFA World Cup 2010   |     |     | 4–2 | 2–1 | 0–0 | 2–1 | 5–0 | 0–0 | 0–0 | 0–0 | 3–0 |
| 2  | Chile     | 18 | 10 | 3 | 5  | 32 | 22 | +10 | 33 | FIFA World Cup 2010   |     | 0–3 |     | 0–3 | 1–0 | 0–0 | 1–0 | 4–0 | 2–2 | 4–0 | 2–0 |
| 3  | Paraguay  | 18 | 10 | 3 | 5  | 24 | 16 | +8  | 33 | FIFA World Cup 2010   |     | 2–0 | 0–2 |     | 1–0 | 1–0 | 5–1 | 0–2 | 2–0 | 1–0 | 1–0 |
| 4  | Argentina | 18 | 8  | 4 | 6  | 23 | 20 | +3  | 28 | FIFA World Cup 2010   |     | 1–3 | 2–0 | 1–1 |     | 2–1 | 1–1 | 1–0 | 4–0 | 3–0 | 2–1 |
| 5  | Uruguay   | 18 | 6  | 6 | 6  | 28 | 20 | +8  | 24 | Play-off liên lục địa |     | 0–4 | 2–2 | 2–0 | 0–1 |     | 0–0 | 3–1 | 1–1 | 5–0 | 6–0 |
| 6  | Ecuador   | 18 | 6  | 5 | 7  | 22 | 26 | −4  | 23 |                       |     | 1–1 | 1–0 | 1–1 | 2–0 | 1–2 |     | 0–0 | 0–1 | 3–1 | 5–1 |
| 7  | Colombia  | 18 | 6  | 5 | 7  | 14 | 18 | −4  | 23 |                       | 0–0 | 2–4 | 0–1 | 2–1 | 0–1 | 2–0 |     | 1–0 | 2–0 | 1–0 |     |
| 8  | Venezuela | 18 | 6  | 4 | 8  | 23 | 29 | −6  | 22 |                       | 0–4 | 2–3 | 1–2 | 0–2 | 2–2 | 3–1 | 2–0 |     | 5–3 | 3–1 |     |
| 9  | Bolivia   | 18 | 4  | 3 | 11 | 22 | 36 | −14 | 15 |                       | 2–1 | 0–2 | 4–2 | 6–1 | 2–2 | 1–3 | 0–0 | 0–1 |     | 3–0 |     |
| 10 | Perú      | 18 | 3  | 4 | 11 | 11 | 34 | −23 | 13 |                       | 1–1 | 1–3 | 0–0 | 1–1 | 1–0 | 1–2 | 1–1 | 1–0 | 1–0 |     |     |

### Châu Phi
53 đội tranh 5 suất (không kể chủ nhà Nam Phi)
Liên đoàn bóng đá châu Phi (CAF) được chia 5 suất tham dự vòng chung kết giải vô địch bóng đá thế giới 2010, thêm một suất nữa của đội chủ nhà Nam Phi. 53 quốc gia và vùng lãnh thổ thành viên đã đăng ký tham dự để tranh 5 suất vào vòng chung kết. Vòng loại này còn là vòng loại cho Cúp bóng đá châu Phi 2010 tổ chức tại Angola với 15 đội cùng đội chủ nhà. Do đó chủ nhà World Cup 2010 cũng phải tham gia thi đấu để giành suất dự vòng chung kết Cúp bóng đá châu Phi 2010.
| Ghi chú                                                                |
| ---------------------------------------------------------------------- |
| Đội lọt vào vòng chung kết World Cup 2010 và Cúp bóng đá châu Phi 2010 |
| Đội lọt vào vòng chung kết Cúp bóng đá châu Phi 2010                   |

#### Xếp hạng chung cuộc (vòng bốn)
| \| Đội tuyển- x - t - s \| St \| Điểm \| \| -------------------- \| -- \| ---- \| \| Cameroon \| 6 \| 13 \| \| Gabon \| 6 \| 9 \| \| Togo \| 6 \| 8 \| \| Maroc \| 6 \| 3 \| |    |      |
| Đội tuyển | St | Điểm |
| Cameroon | 6  | 13   |
| Gabon | 6  | 9    |
| Togo | 6  | 8    |
| Maroc | 6  | 3    |

| Đội tuyển | St | Điểm |
| --------- | -- | ---- |
| Cameroon  | 6  | 13   |
| Gabon     | 6  | 9    |
| Togo      | 6  | 8    |
| Maroc     | 6  | 3    |

| \| Đội tuyển- x - t - s \| St \| Điểm \| \| -------------------- \| -- \| ---- \| \| Nigeria \| 6 \| 12 \| \| Tunisia \| 6 \| 11 \| \| Mozambique \| 6 \| 7 \| \| Kenya \| 6 \| 3 \| |    |      |
| Đội tuyển | St | Điểm |
| Nigeria | 6  | 12   |
| Tunisia | 6  | 11   |
| Mozambique | 6  | 7    |
| Kenya | 6  | 3    |

| Đội tuyển  | St | Điểm |
| ---------- | -- | ---- |
| Nigeria    | 6  | 12   |
| Tunisia    | 6  | 11   |
| Mozambique | 6  | 7    |
| Kenya      | 6  | 3    |

| \| Đội tuyển- x - t - s \| St \| Điểm \| \| -------------------- \| -- \| ---- \| \| Algérie \| 6 \| 13 \| \| Ai Cập \| 6 \| 13 \| \| Zambia \| 6 \| 5 \| \| Rwanda \| 6 \| 2 \| |    |      |
| Đội tuyển | St | Điểm |
| Algérie | 6  | 13   |
| Ai Cập | 6  | 13   |
| Zambia | 6  | 5    |
| Rwanda | 6  | 2    |

| Đội tuyển | St | Điểm |
| --------- | -- | ---- |
| Algérie   | 6  | 13   |
| Ai Cập    | 6  | 13   |
| Zambia    | 6  | 5    |
| Rwanda    | 6  | 2    |

| \| Đội tuyển- x - t - s \| St \| Điểm \| \| -------------------- \| -- \| ---- \| \| Ghana \| 6 \| 13 \| \| Bénin \| 6 \| 10 \| \| Mali \| 6 \| 9 \| \| Sudan \| 6 \| 1 \| |    |      |
| Đội tuyển | St | Điểm |
| Ghana | 6  | 13   |
| Bénin | 6  | 10   |
| Mali | 6  | 9    |
| Sudan | 6  | 1    |

| Đội tuyển | St | Điểm |
| --------- | -- | ---- |
| Ghana     | 6  | 13   |
| Bénin     | 6  | 10   |
| Mali      | 6  | 9    |
| Sudan     | 6  | 1    |

| \| Đội tuyển- x - t - s \| St \| Điểm \| \| -------------------- \| -- \| ---- \| \| Bờ Biển Ngà \| 6 \| 16 \| \| Burkina Faso \| 6 \| 12 \| \| Malawi \| 6 \| 4 \| \| Guinée \| 6 \| 3 \| |    |      |
| Đội tuyển | St | Điểm |
| Bờ Biển Ngà | 6  | 16   |
| Burkina Faso | 6  | 12   |
| Malawi | 6  | 4    |
| Guinée | 6  | 3    |

| Đội tuyển    | St | Điểm |
| ------------ | -- | ---- |
| Bờ Biển Ngà  | 6  | 16   |
| Burkina Faso | 6  | 12   |
| Malawi       | 6  | 4    |
| Guinée       | 6  | 3    |

### Play-off liên lục địa
Có hai trận play-off liên lục địa ở giải lần này để xác định hai đội giành quyền đoạt vé tới Nam Phi:
- Đội hạng 5 AFC v Đội vô địch OFC
- Đội hạng 4 CONCACAF v Đội hạng 5 CONMEBOL

#### Đội hạng 5 AFC v Đội vô địch OFC
Đội đứng đầu Vòng loại giải vô địch bóng đá thế giới 2010 khu vực châu Đại Dương (New Zealand) sẽ gặp đội hạng 5 Vòng loại giải vô địch bóng đá thế giới 2010 khu vực châu Á (Bahrain) để tranh một vé tới Nam Phi. New Zealand thắng trận play-off và giành quyền dự vòng chung kết FIFA World Cup 2010 vào ngày 14 tháng 11 năm 2009.
| Đội 1   | TTS | Đội 2       | Lượt đi | Lượt về |
| ------- | --- | ----------- | ------- | ------- |
| Bahrain | 0–1 | New Zealand | 0–0     | 0–1     |

#### Đội hạng 4 CONCACAF v Đội hạng 5 CONMEBOL
Đội hạng 4 Vòng loại giải vô địch bóng đá thế giới 2010 khu vực Bắc, Trung Mỹ và Caribe (Costa Rica) sẽ gặp đội hạng 5 Vòng loại giải vô địch bóng đá thế giới 2010 khu vực Nam Mỹ (Uruguay) để tranh một vé tới Nam Phi. Uruguay thắng trận play-off và giành quyền dự vòng chung kết FIFA World Cup 2010 vào ngày 18 tháng 11 năm 2009.
| Đội 1      | TTS | Đội 2   | Lượt đi | Lượt về |
| ---------- | --- | ------- | ------- | ------- |
| Costa Rica | 1–2 | Uruguay | 0–1     | 1–1     |

## Thông tin bên lề
- Tại Vòng loại khu vực châu Đại Dương, đội trưởng đội Nouvelle-Calédonie, Pierre Wajoka, trở thành cầu thủ đầu tiên ghi bàn tại vòng loại World Cup 2010, sau khi sút thành công quả penalty vào phút thứ 9 trong trận ra quân gặp Tahiti ngày 25 tháng 8 2007.
- Cũng tại vòng sơ loại này, Tuvalu trở thành đội đầu tiên không phải là thành viên của FIFA tham gia một trận đấu do Liên đoàn bóng đá thế giới tổ chức. Do tất cả các trận đấu của đội ở giải đều nằm trong khuôn khổ thi đấu của FIFA.